# Gert Molière
 (mars 2018).
Si vous disposez d'ouvrages ou d'articles de référence ou si vous connaissez des sites web de qualité traitant du thème abordé ici, merci de compléter l'article en donnant les références utiles à sa vérifiabilité et en les liant à la section « Notes et références ».
Pour les articles homonymes, voir Molière (homonymie).
Gert Molière (né le 7 avril 1909 à Butzbach, en Grand-duché de Hesse, et décédé en 1964) est un physicien allemand. Il a travaillé dans le domaine de la physique nucléaire et la physique des particules, en particulier sur les propriétés des gerbes de rayons cosmiques. Il a donné son nom au rayon de Molière.